# Argoulets (metropolitana di Tolosa)
Argoulets è una stazione della metropolitana di Tolosa, inaugurata il 20 dicembre 2003. È dotata di una banchina a dodici porte e perciò può accogliere treni composti da quattro vetture.

## Architettura
L'opera d'arte che si trova nella stazione, è stata realizzata da Jacques Vieille, e consiste in un giardino sospeso su cinque grandi pilastri.

## Servizi
La stazione dispone di:
- Biglietteria automatica
- Scale mobili